# Charity Wayua
Charity Wayua, là một nhà hóa học và nhà nghiên cứu người Kenya, từng là Chuyên viên Chiến lược công ty tại International Business Machines (IBM), có trụ sở tại khu vực Thành phố New York.

## Gia cảnh và giáo dục
Từ thiện học tại trường trung học Alliance Girls, ở thị trấn Kikuyu, quận Kiambu, bà đã lấy được bằng tốt nghiệp trung học vào năm 2002. bà có bằng Cử nhân Khoa học về Hóa học, từ Đại học Xavier ở Hoa Kỳ, thu được năm 2007. Bằng Tiến sĩ Triết học về Hóa dược và Dược phẩm của bà, đã được trao tặng vào năm 2011, bởi Đại học Purdue, ở bang Indiana, Hoa Kỳ.
Các nghiên cứu của bà tại Hoa Kỳ được tài trợ bởi các học bổng được trao bởi Quỹ Giáo dục Châu Phi Zawadi, được thành lập và hỗ trợ bởi Tiến sĩ Susan Mboya, con gái của cố Tom Mboya, một trong những người cha sáng lập của Kenya. Quỹ Zawadi, một người Mỹ 501 (c) 3 phi lợi nhuận, tài trợ học tập năng khiếu, bà gái nông thôn thiệt thòi ở Kenya, du học tại các trường đại học Mỹ, sau đó trở về Kenya và góp phần vào việc phát triển đất nước.

## Kinh nghiệm làm việc
Trong thời gian hai năm sau khi tốt nghiệp đại học, Charity đã dạy hóa học đại học với tư cách là trợ giảng, tại Đại học Purdue, tại West Lafayette, Indiana, cho đến tháng 8 năm 2009.
Sau khi hoàn thành nghiên cứu tiến sĩ, bà được IBM thuê làm nhà khoa học nghiên cứu cho khu vực Châu Phi, có trụ sở tại Nairobi, thủ đô của Kenya.
Nhóm các nhà nghiên cứu mà bà lãnh đạo được giao nhiệm vụ phát triển "các công nghệ khả thi về mặt thương mại" nhằm cải thiện cách thức chính phủ làm việc và phục vụ công dân của họ. Công việc mà nhóm của bà thực hiện với sự cộng tác của chính phủ Kenya, từ năm 2013 đến 2014, được ghi nhận là cải thiện thứ hạng của Kenya trên bảng xếp hạng Dễ kinh doanh hàng năm của Ngân hàng Thế giới, tiến lên 21 điểm.
Vào tháng 6 năm 2018, Charity Wayua đã được thăng cấp thành Hiệp hội chiến lược doanh nghiệp tại IBM và tiếp tục làm việc ở cả Nairobi, Kenya và tại trụ sở công ty ở Armonk, bang New York.

## Những ý kiến khác
Vào tháng 9 năm 2018, Business Daily Africa, một người Kenya, tiếng Anh, tờ báo hàng ngày, có tên Charity Wayua, trong số "Top 40 phụ nữ dưới 40 tuổi ở Kenya năm 2018".